# Ordenmolen
De Ordenmolen, Ordensmolen, Molen van St. Pieter of Moulin de l'Ordre was een watermolen op de Voer in Sint-Pieters-Voeren in de Voerstreek, Belgisch Limburg. Ze ligt aan de straat Ordenmolen en bij de Rue du Moulin.
Na de bron van de Voer bij de Commanderij van Sint-Pieters-Voeren is de Ordenmolen de eerste molen en staat bekend als de bovenste molen. Na de Ordenmolen volgt stroomafwaarts anno 2010 in Sint-Martens-Voeren de Molen van Frisen.
De molen was in gebruik als korenmolen en had een bovenslagrad dat zich tegen de zuidelijke zijgevel bevond.

## Geschiedenis
Het ten oosten van het erf gelegen woonhuis dateert volgens de muurankers op de achtergevel uit 1731. Dit gebouw komt als enige van dit complex op de Ferrariskaart uit 1771-1777 voor.
In 1912 werd de molen buiten gebruik gesteld, het was toen een onderdeel van een boerderij.
In het begin van de jaren 1950 waren het molenrad en het molenwerk nog in goede staat aanwezig, en bestond onder andere uit assen, kamraderen en drie paar molenstenen.
De laatste landbouwer overleed in 2007.
Het gebouw heeft een wolfsdak stammende uit 1731 en is nog in vrijwel authentieke staat. Ook de watertoeloop is nog aanwezig. Het bovenslagrad en het mechaniek van de molen zijn echter verwijderd en de ruimte van het gemaal wordt anno 2009 gebruikt als opslagplaats en schuur.
Het gebouw is bestempeld als bouwkundig erfgoed, maar wordt niet beschermd als monument.

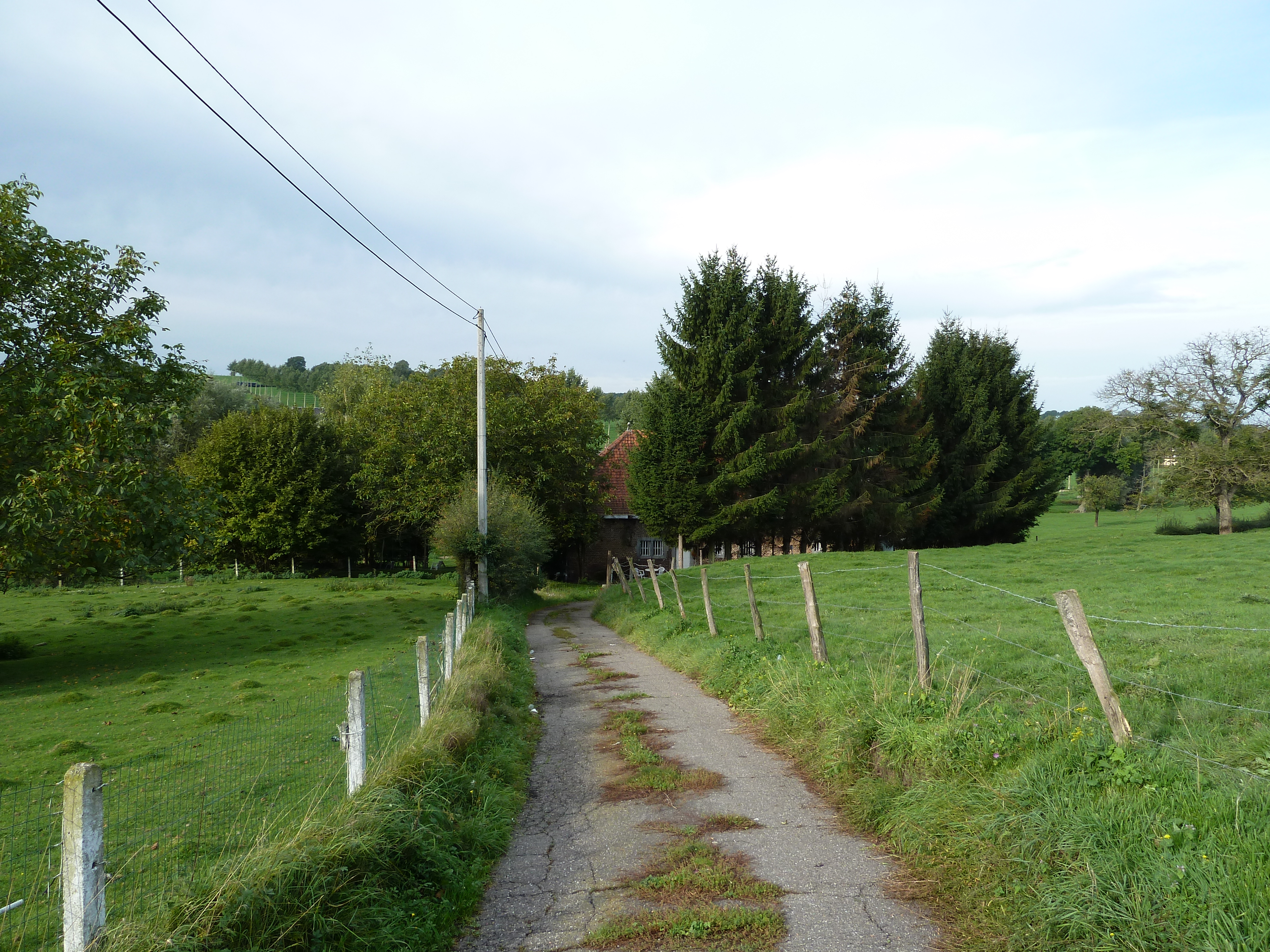
De molen in het landschap
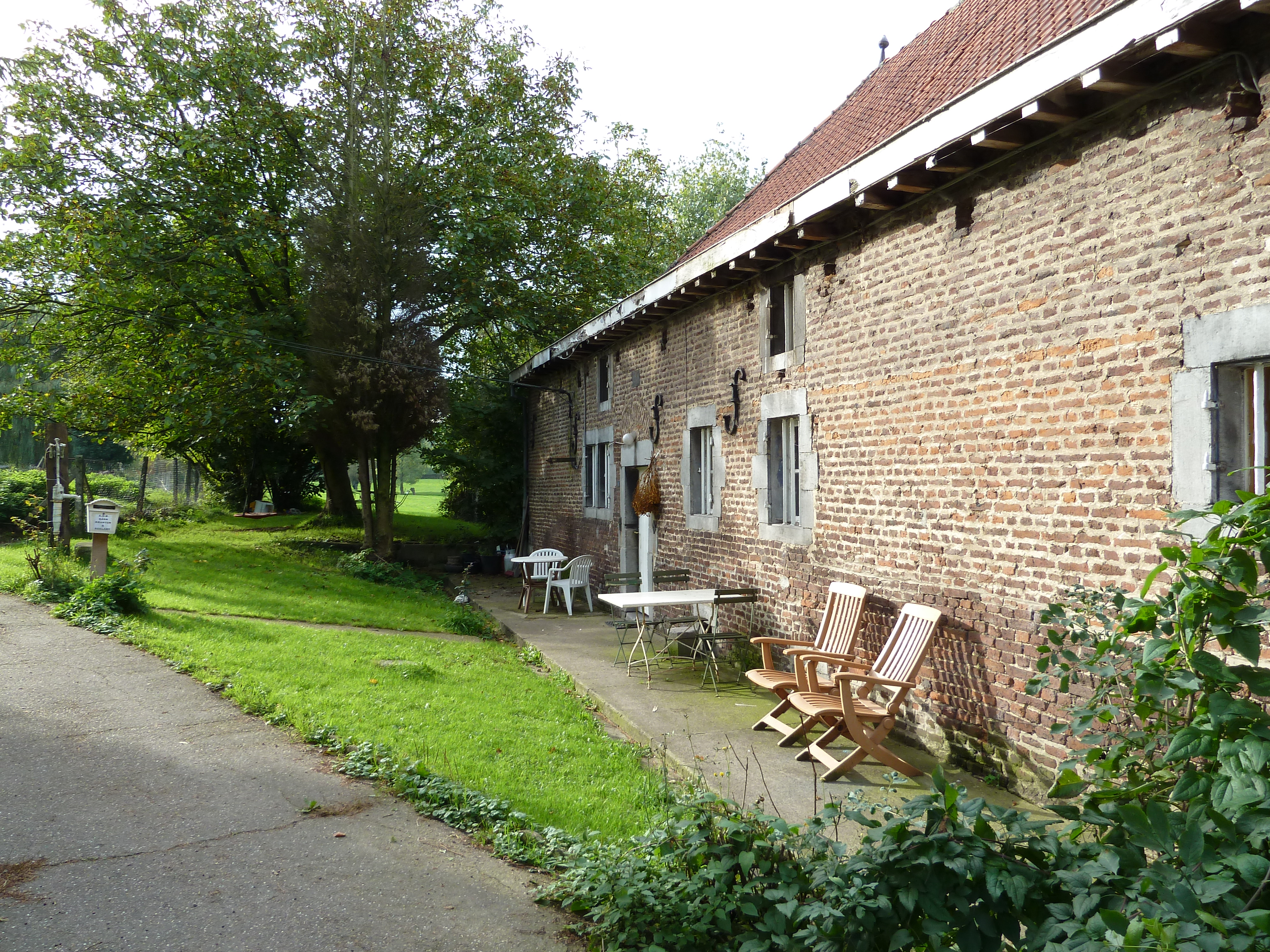
Voorzijde
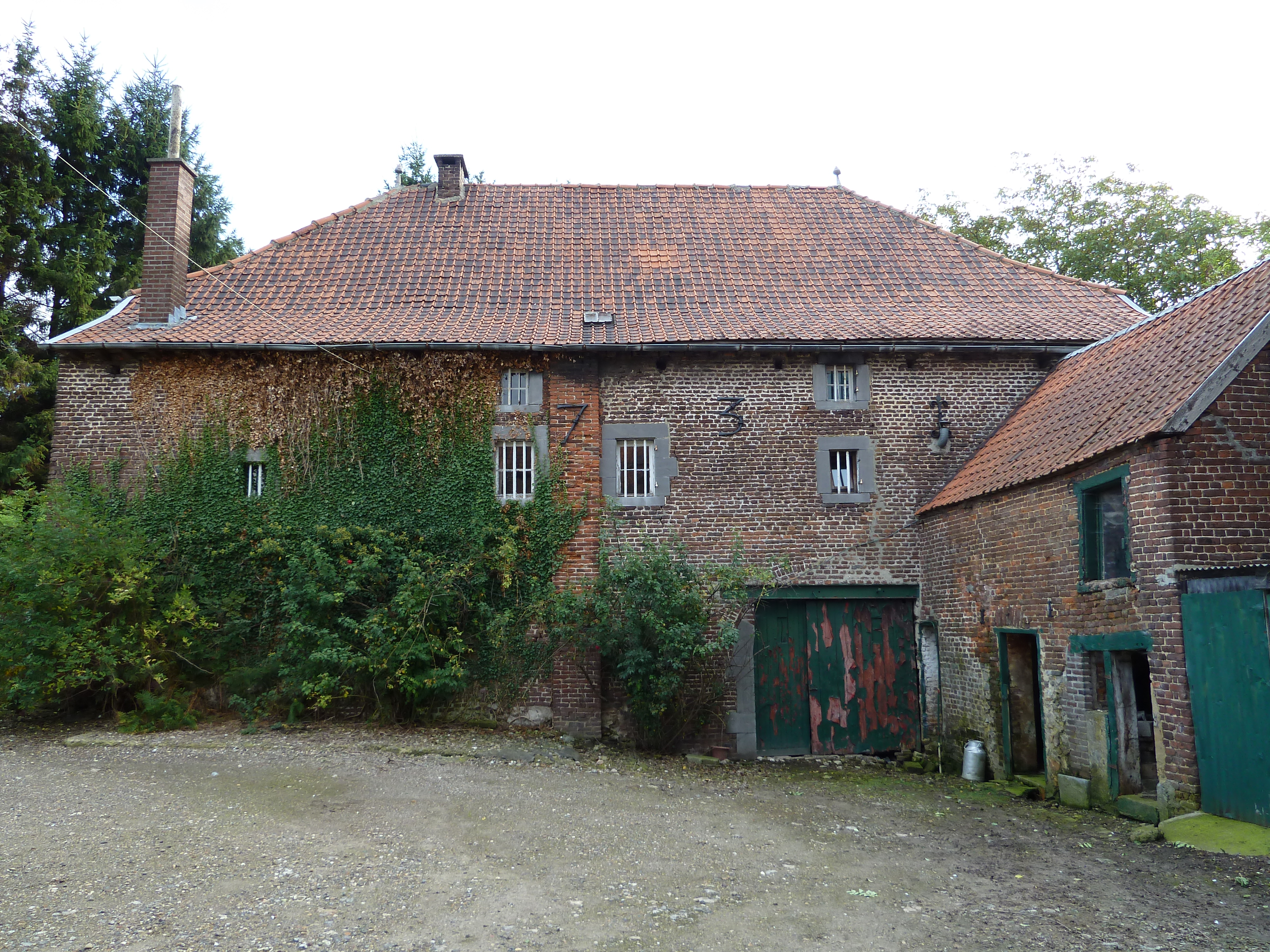
Achterzijde
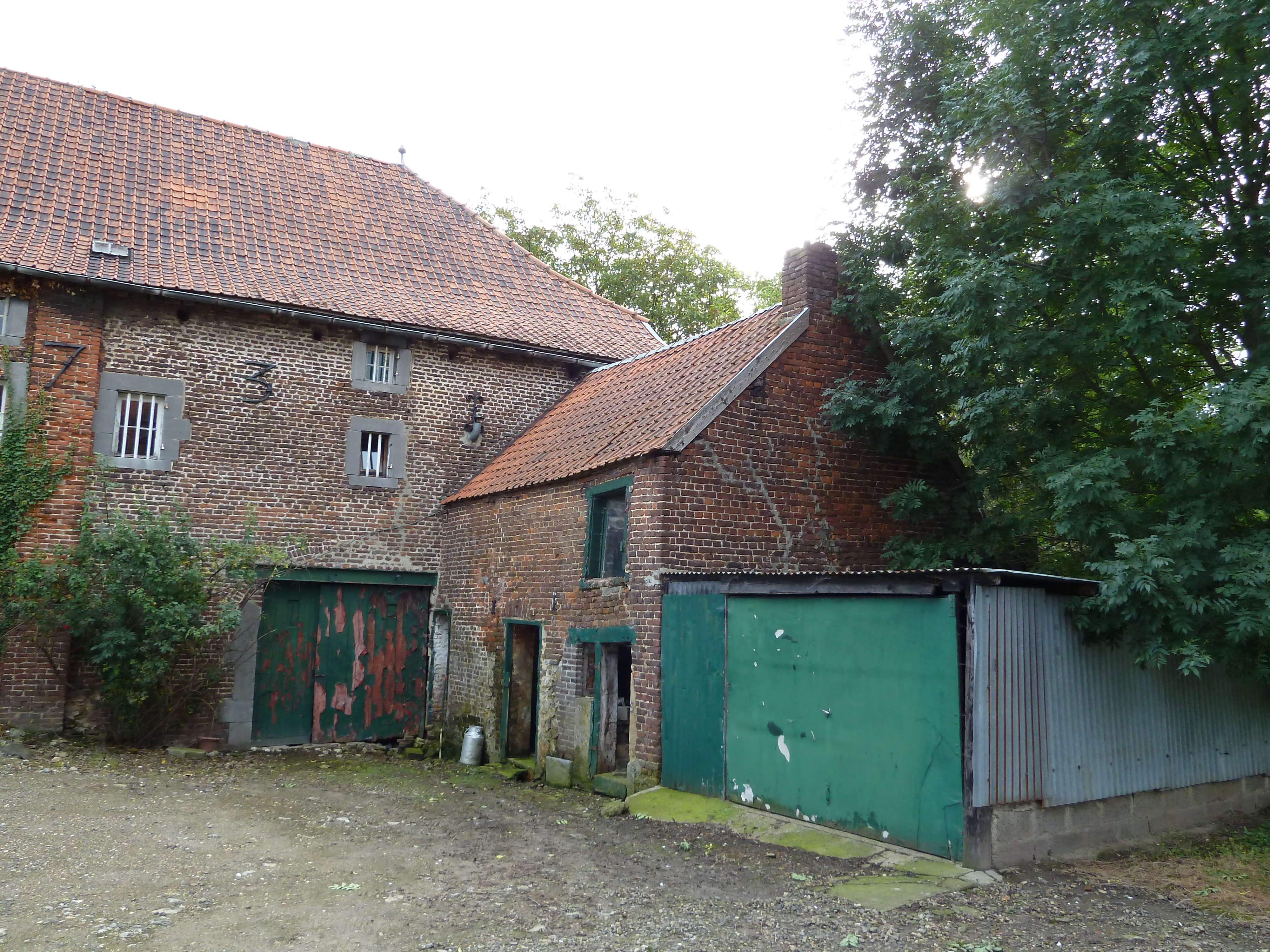
Schuur waar achterlangs het water liep

- Inventaris van het Bouwkundig Erfgoed (Vlaanderen): 37929